# Nemanja Ilić (kézilabdázó)
Nemanja Ilić (Belgrád, 1990. május 11. –) szerb válogatott kézilabdázó.

## Pályafutása

### Klubcsapatokban
Pályafutását szülővárosának csapatában, az RK Partizanban kezdte, ahol 2010-ben mutatkozott be a felnőtt csapatban és ahol 2013-ig kézilabdázott. Kétszer nyert bajnoki címet és ugyancsak kétszer lett kupagyőztes a csapattal, a 2011–2012-es és 2012–2013-as szezonokban pedig a Bajnokok Ligájában is szerepelt, ahol húsz mérkőzésen 61 alkalommal volt eredményes.
2013 nyarán a francia élvonalban szereplő Toulouse-hoz igazolt. Első ott töltött idényében 26 mérkőzésen 132 gólt szerzett, majd az ezt követő szezonokban is csapata legeredményesebb játékosai közé tartozott, kétszer is a góllövőlista első három helyezettje között végzett a bajnokság végén. A 2015–2016-ös szezonban huszonhat mérkőzésen 132, a 2017–2018-as bajnokságban pedig huszonhat találkozón 155 gólt ért el. 2015-ben és 2018-ban döntős volt csapatával a Ligakupában, de mindkét találkozót elveszítették.
2019 februárjában a hosszabb időre lesérülő Casper Mortensen pótlására a FC Barcelona fél évre kölcsönvette, a katalánokkal bajnokságot és kupát nyert az idény végén.

### A válogatottban
Utánpótláskorú játékosként a szerb korosztályos csapatokkal részt vett a 2008-as U18-as Európa-bajnokságon és a 2010-es U20-as Európa-bajnokságon. A 2011-es U21-es világbajnokságon hét mérkőzésen 28 gólt ért el. A szerb felnőtt válogatottban 2012-ben mutatkozott be, két-két világ- és Európa-bajnokságon szerepelt a nemzeti csapattal.

## Családja
Testvére, Vanja Ilić szintén válogatott kézilabdázó.

## Sikerei, díjai
RK Partizan
- Szerb bajnok: 2011, 2012
- Szerb Kupa-győztes: 2012, 2013

Barcelona
- Spanyol bajnok: 2019
- Spanyol Kupa-győztes: 2019
- Spanyol Király-kupa-győztes: 2019